# 파블로 카바예로
파블로 카바예로(Pablo Cavallero. 1974년 4월 13일~ )는 아르헨티나의 은퇴한 축구선수이다. 포지션은 골키퍼이다.
1996년 애틀랜타 올림픽 대표팀에 발탁되어 선수생활을 시작하여, 팀의 은메달에 크게 공헌하였으며, 이의 활약으로 인해 1998년 FIFA 월드컵 대표로 발탁에 성공하였으나, 카를로스 로아에 밀려 벤치신세를 졌으며, 1999년 스페인의 셀타 데 비고에 입단하여 본격적인 선수생활을 시작하였다. 그리고 2002년 FIFA 월드컵 대표팀 승선에 다시 한번 성공하였으며, 헤르만 부르고스와 로베르토 보나노를 제치고 넘버 1 골키퍼에 등극하였으며, 그는 대회 내내 안정적인 경기력으로 많은 선방을 보여주었으나, 팀은 1승 1무 1패로 16강 진출에 실패 하였으며, 또한 그역시 팀의 16강 진출 실패를 막지는 못하였다. 특히 이 대회에서 폴 스콜스의 시속 114km 중거리슛을 막아내 화제가 되기도 하였다. 그 후 2003년 대표팀 은퇴를 선언하였으며, 2005년 스페인의 레반테 UD로 이적하였다. 하지만 기대만큼의 활약을 보이지는 못했으며, 결국 자유계약 신분으로 우루과이 리그 페냐롤로 이적하였다. 188cm의 큰 체구에 순발력, 그리고 안정감을 갖춘 플레이 스타일을 가지고 있다.